# Куп СР Југославије у рукомету
Куп СР Југославије у рукомету је национални куп који је настао 1992. распадом СФРЈ и расформирањем Купа Југославије у рукомету. Одржано је укупно 15 сезона овог такмичења, а 2003. када је СР Југославија променила име у Србија и Црна Гора, такмичење је преименовано у Куп Србије и Црне Горе у рукомету.

## Финалне утакмице Купа СР Југославије
| Сезона   | Победник         | Резултат     | Финалиста            |
| -------- | ---------------- | ------------ | -------------------- |
| 1992/93. | РК Партизан      | 18:15        | РК Пролетер Нафтагас |
| 1993/94. | РК Партизан      | 22:20, 16:16 | РК Црвена звезда     |
| 1994/95. | РК Црвена звезда |              | РК Пролетер Нафтагас |
| 1995/96. | РК Црвена звезда |              | РК Морнар Бар        |
| 1996/97. | РК Железничар    | 23:20, 21:24 | РК Синтелон          |
| 1997/98. | РК Партизан      | 30:21, 36:39 | РК Ловћен            |
| 1998/99. | РК Железничар    | 26:25        | РК Црвенка           |
| 1999/00. | РК Синтелон      | 25:23        | РК Црвена звезда     |
| 2000/01. | РК Партизан      | 22:21        | РК Ловћен            |
| 2001/02. | РК Ловћен        | 19:18        | РК Синтелон          |
| 2002/03. | РК Ловћен        | 28:26        | РК Партизан          |
| 2003/04. | РК Црвена звезда | 33:30        | РК Партизан          |
| 2004/05. | РК Војводина     | 32:25        | РК Ловћен            |
| 2005/06. | РК Војводина     | 24:22        | РК Партизан          |

### Успешност клубова
| Клуб                 | Освајач | Финалиста | Година освајач                      | Година финалиста           |
| -------------------- | ------- | --------- | ----------------------------------- | -------------------------- |
| РК Партизан          | 4       | 3         | 1992/93, 1993/94, 1997/98, 2000/01. | 2002/03, 2003/04, 2005/06. |
| РК Црвена звезда     | 3       | 2         | 1994/95, 1995/96, 2003/04.          | 1993/94, 1999/00.          |
| РК Ловћен            | 2       | 3         | 2001/02, 2002/03.                   | 1997/98, 2000/01, 2004/05. |
| РК Железничар        | 2       | -         | 1996/97, 1998/99.                   | -                          |
| РК Војводина         | 2       | -         | 2004/05, 2005/06.                   | -                          |
| РК Синтелон          | 1       | 2         | 1999/00.                            | 1996/97, 2001/02.          |
| РК Пролетер Нафтагас | -       | 2         | -                                   | 1992/93, 1994/95.          |
| РК Морнар Бар        | -       | 1         | -                                   | 1995/96.                   |
| РК Црвенка           | -       | 1         | -                                   | 1998/99.                   |